# تل بکراوا
تل بکراوا (انگلیسی: Bakr Awa) یا تپهٔ بکرآباد یک تَلّ یا تپهٔ باستانی در استان سلیمانیه در عراق است. این محوطه در نزدیکی حلبچه و در منطقهٔ شهرزور در کردستان عراق واقع شده و در دامنه‌های رشته‌کوه زاگرس، نه‌چندان دور از سرچشمه‌های رود دیاله قرار دارد. ارتفاع تپه ۴۰ متر است و از یک تپهٔ مرکزی (به ابعاد ۲۷۷ در ۲۱۶ متر) تشکیل شده که شهر پایینی به ابعاد تقریبی ۸۰۰ در ۶۰۰ متر (۲٬۶۰۰ در ۲٬۰۰۰ فوت) آن را احاطه کرده است. دیگر محوطه‌های باستانی در این منطقه عبارت‌اند از تل کوناره، تل بازموسیان و تل شمشاره.

## باستان‌شناسی

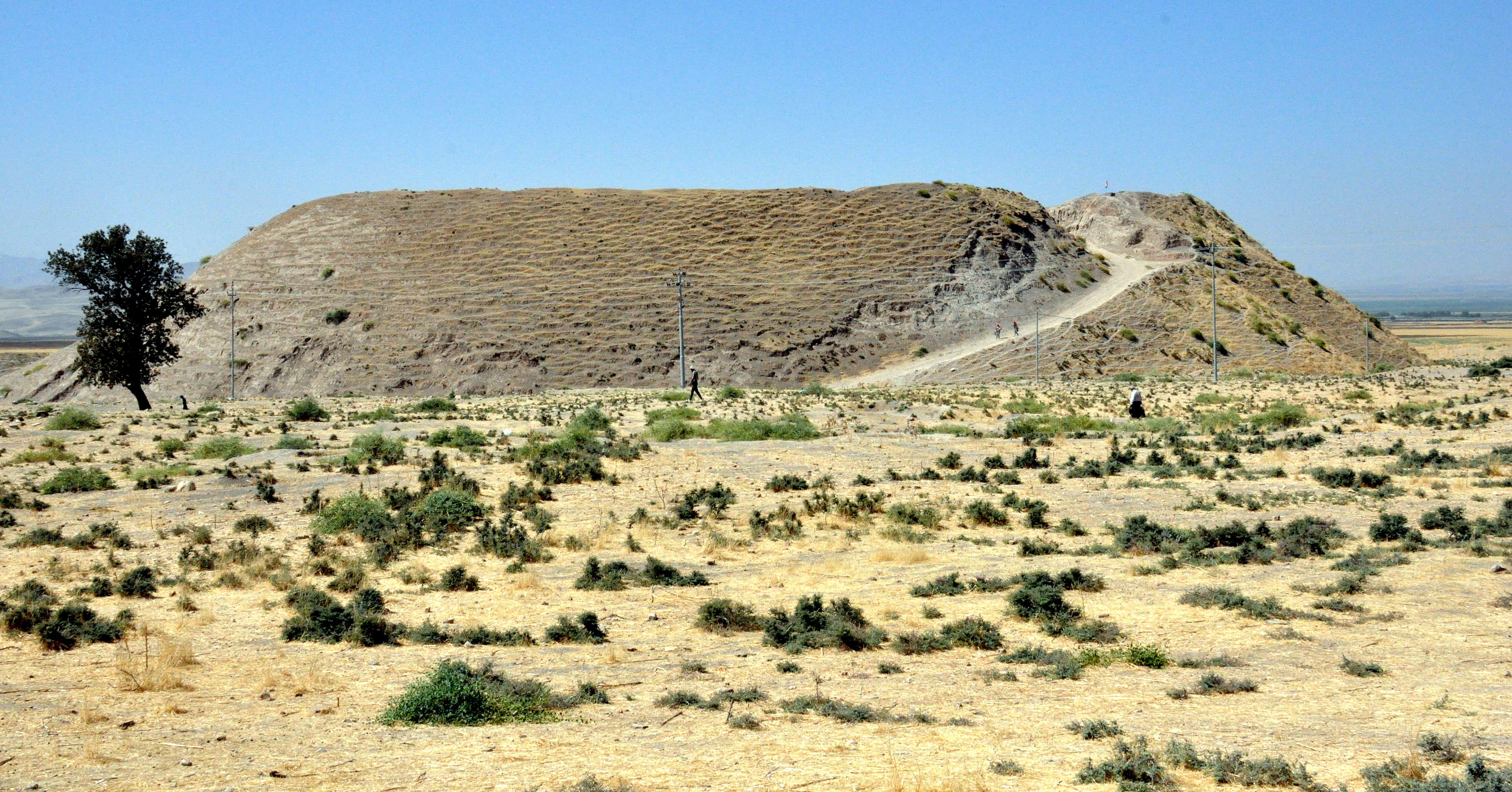
۱۸ سپتامبر ۲۰۱۴. تپه باستانی بکراوا در دشت شهرزور، استان سلیمانیه، عراق

نخستین‌بار جیمز فلیکس جونز در سال ۱۸۴۴ به توصیف این محوطه پرداخت. سپس افرایم اسپایسر در سال ۱۹۲۷ آن را بررسی کرد، به‌عنوان بخشی از پژوهشی گسترده‌تر دربارهٔ منطقه. اسپایزر پیشنهاد داد که این محل با شهر آتلیلا برابر است که بعداً به دور-آشور تغییر نام یافت.
کاوش‌های بعدی در سال‌های ۱۹۶۰ و ۱۹۶۱ توسط اداره کل آثار باستانی عراق انجام شد. باستان‌شناسان عراقی اشاره کرده‌اند که در این دوره، ترانشه‌ای را که جورج مارتین لیس ۴۰ سال پیش حفر کرده بود، گسترش دادند. در سال ۲۰۰۹، محوطه مورد بررسی سطحی قرار گرفت و کاوش‌های جدید از سال ۲۰۱۰ آغاز شد. در این زمان، محوطه آسیب زیادی از حفاری‌های غیرقانونی دیده بود. این کاوش‌ها تا حداقل سال ۲۰۱۷ ادامه داشت. بررسی‌ها و کاوش‌های ۲۰۱۰ تا ۲۰۱۷ توسط گروهی از دانشگاه هایدلبرگ به سرپرستی پیتر آ. میگلوس انجام شد.

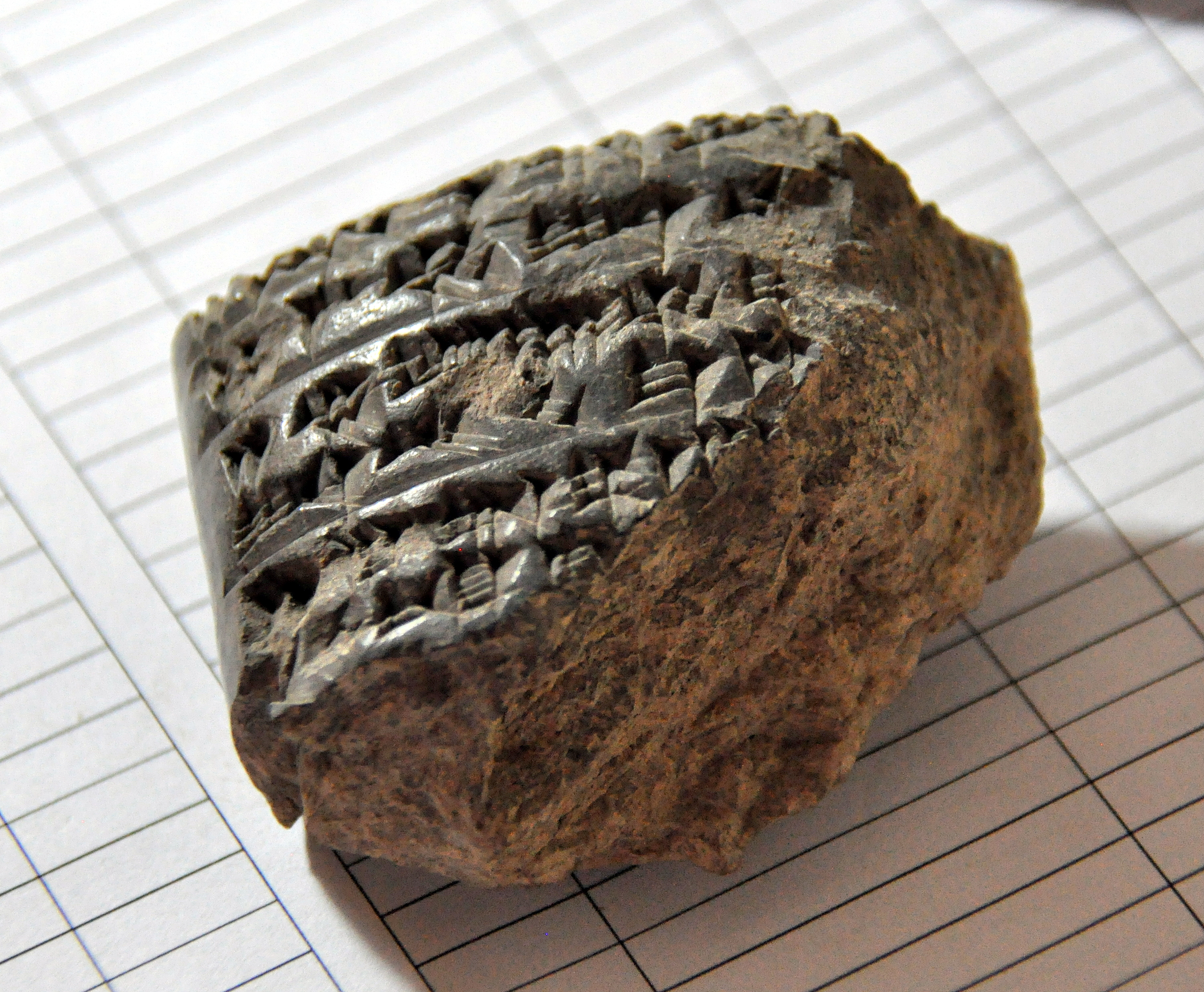
قطعه‌ای از لوح رسی با کتیبه‌ای میخی، کشف‌شده در سپتامبر ۲۰۱۴ در بَکرآباد، سلیمانیه، عراق

در جریان کاوش‌های عراقی، ۲۴ لوح و قطعه‌لوح کتیبه میخی کشف شد. در سال‌های ۲۰۱۳–۲۰۱۴، باستان‌شناسان بلژیکی ۱۷ لوح دیگر یافتند. هیچ‌کدام از این کتیبه‌ها در محل اصلی خود کشف نشده‌اند، بلکه در بقایای سازه‌های دوره اسلامی به‌دست آمده‌اند. به‌احتمال زیاد، همهٔ آن‌ها متعلق به یک بایگانی واحد بوده‌اند و بر اساس سبک‌شناسی نگارشی و تاریخ‌گذاری کربن-۱۴، به سده پانزدهم پیش از میلاد نسبت داده شده‌اند. متون شامل «اسناد اداری، گوی‌های گِلی مُهرشده، فهرست شاهدان (احتمالاً بخشی از سندی حقوقی)، یک نامه، تقویم مذهبی، فال‌گیری از روی امعاء و احشاء و نیایش‌ها و همچنین قطعه‌ای از فهرست خدایان وایدنر» هستند. چند قطعه نیز دارای متن به زبان هوری بودند. به‌جز یک مورد، هیچ‌یک از این الواح تاکنون منتشر نشده‌اند.
در این محوطه، گورهایی از دوره اسلامی، عصر آهن، عصر برنز میانه/نهایی و دوره اکدی کشف شده‌اند. همچنین روی ۱۸ نمونهٔ استخوانی از عصر برنز و عصر آهن، تجزیه ژنتیکی انجام شده است.

## تاریخچه
گرچه آثار معماری سکونت‌گاهی از دوره‌های کهن به‌دست نیامد، اما قطعات سفال دوره اوروک از اواخر هزاره چهارم پیش از میلاد کشف شده‌اند.
بر اساس کاوش‌ها، ۱۷ لایهٔ استقراری برای بخش ارگ (بالای تپه) مشخص شده است:
- لایه‌های I–VII: اسلامی (دوره متأخر تا کنونی)
- لایه‌های VIII–X: هوری‌ها (هزاره دوم پیش از میلاد)
- لایه‌های XI–XV: بابلی کهن و ایسین-لارسا (نیمه نخست هزاره دوم پ. م)
- لایه‌های XVI–XVIII: دوره سوم اور و اکدی (پایان هزاره سوم پ. م)

در شهر پایینی، توالی لایه‌ها متفاوت است:
- لایه‌های I–II: اسلامی
- لایه III: حدود ۸۰۰ پیش از میلاد
- لایه‌های IV–VIII: هزاره دوم پیش از میلاد

در بخش شرقی تپه، سازه‌ای بزرگ به ابعاد ۳۰ در ۲۲ متر از خشت خام و حیاطی مفروش با قلوه‌سنگ به ابعاد ۱۱ در ۱۰٫۵ متر کشف شد که به حدود ۲۰۰۰ پ.م. (عصر برنز میانه) بازمی‌گردد. باستان‌شناسان عراقی آن را نیایشگاه نامیدند، اما در کاوش‌های بلژیکی، لایه‌های پایین‌تر کاویده شد و مشخص گردید که سازه در اصل خانه‌ای مسکونی بوده است. به‌ویژه، بخشی که پیش‌تر به‌عنوان محراب در نظر گرفته شده بود، در واقع زیارتگاهی خانگی بوده که برای آن دوره رایج است.

### عصر آهن
استقرار در عصر آهن در بکراوا مربوط به امپراتوری آشوری نو از سده نهم تا هفتم پیش از میلاد است، زمانی که این منطقه بخشی از استان «زاموآ» ی آشوری بود. در ادامه، محوطه در دوره‌های شاهنشاهی هخامنشی و شاهنشاهی ساسانی نیز مسکون بوده است. سکونت در دورهٔ اسلامی از خلافت عباسی تا امپراتوری عثمانی ادامه داشته و محوطه تا به امروز نیز مسکونی است.

## اقتصاد
در دوره دوره آغاز دودمانی سوم، اقتصاد منطقه عمدتاً کوچ‌نشینی مبتنی بر پرورش گوسفند و بز (۷۴٫۱٪) بود که بیشتر برای گوشت کشته می‌شدند. بقایای گاو و به‌ندرت اسب‌سانان نیز شناسایی شده‌اند.
در دوره اکدی، اقتصاد از کوچ‌نشینی به سکونت‌پذیری و دامداری تغییر یافت و عناصر جدیدی مانند پرورش خوک و ماکیان و همچنین شکار جانوران وحشی وارد شدند.

## تغییرات اخیر
آخرین بار، تپه و مناطق پیرامونی آن در سال ۲۰۱۷ مورد کاوش قرار گرفت. بازدیدی تازه از این محوطه، گودال‌های بی‌شماری را آشکار کرد؛ این فرورفتگی‌های شاخص که الگوریتم‌های شناسایی می‌توانند آن‌ها را به‌عنوان نشانه‌هایی مشکوک از حفاری غیرمجاز تشخیص دهند.

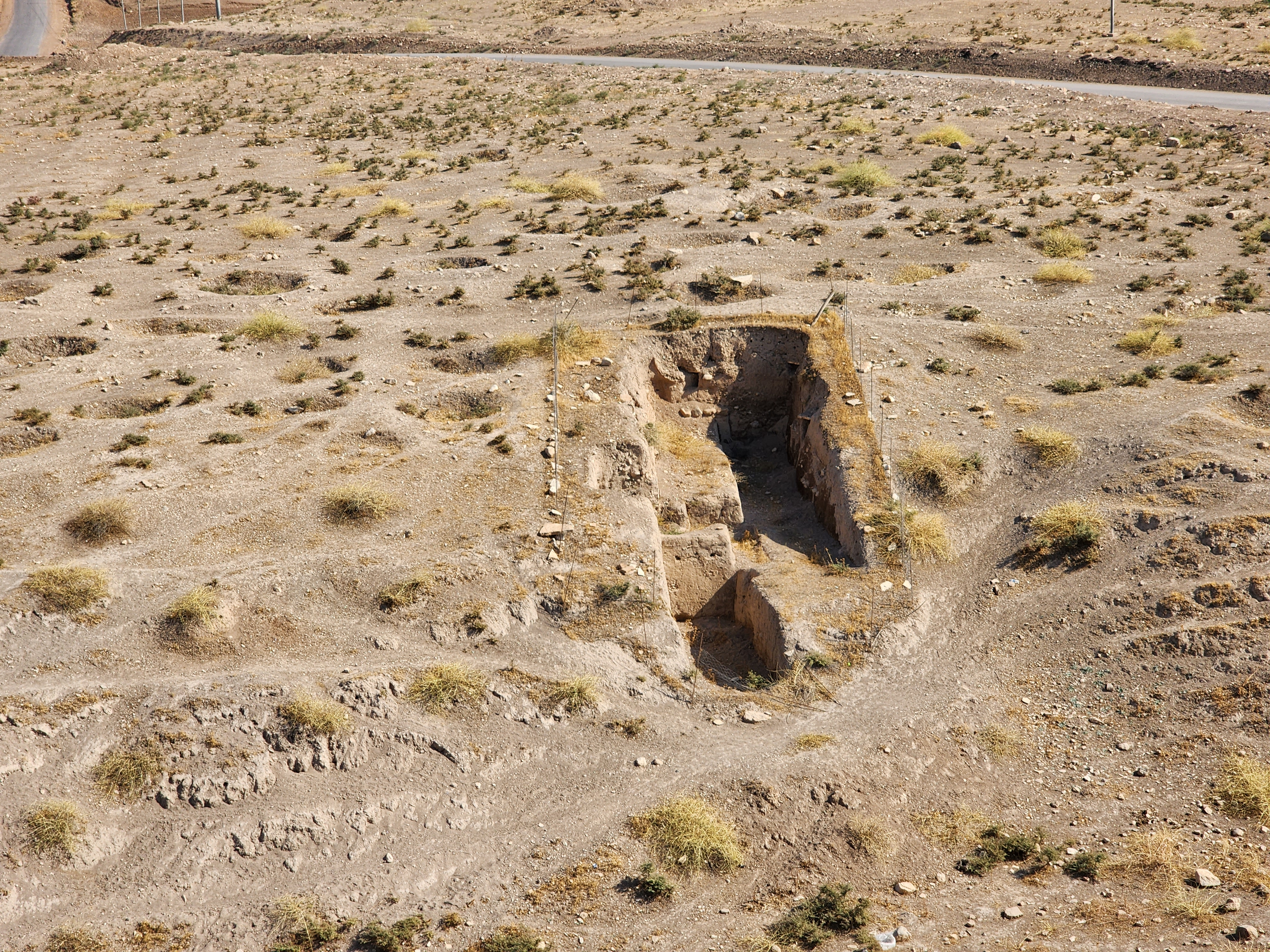
۴ نوامبر ۲۰۲۲. ترانشه‌ای از کاوش‌های گذشته. این ترانشه با گودال‌های بی‌شمار حفاری‌شده احاطه شده است
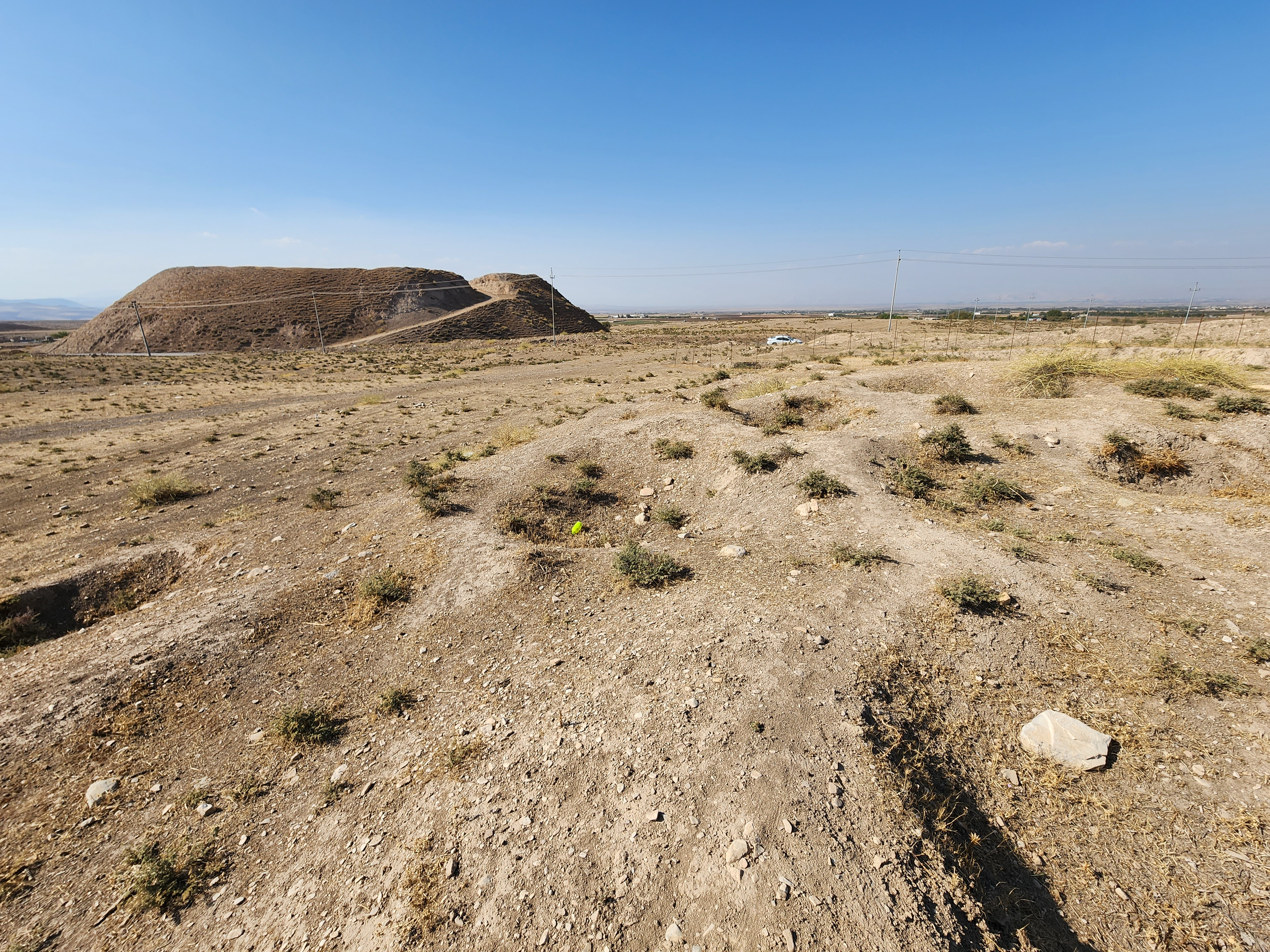
۴ نوامبر ۲۰۲۲، تپه بکراوا. بخشی از ناحیه پیش از تپه که با گودال‌هایی از حفاری‌های غیرمجاز خال‌خال شده است
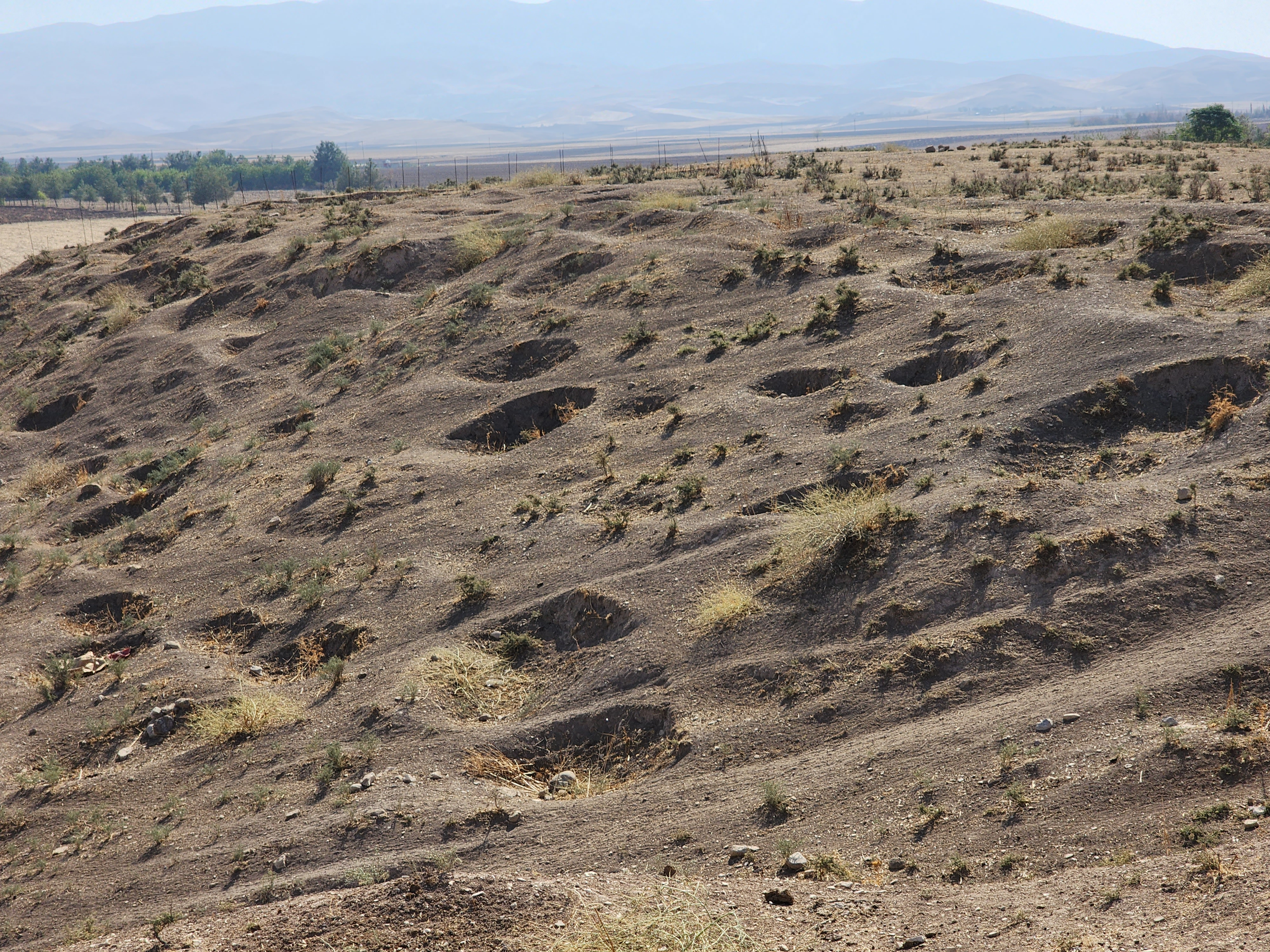
۴ نوامبر ۲۰۲۲. ناحیه‌ای در جلوی تپه که گودال‌های بی‌شماری را نشان می‌دهد
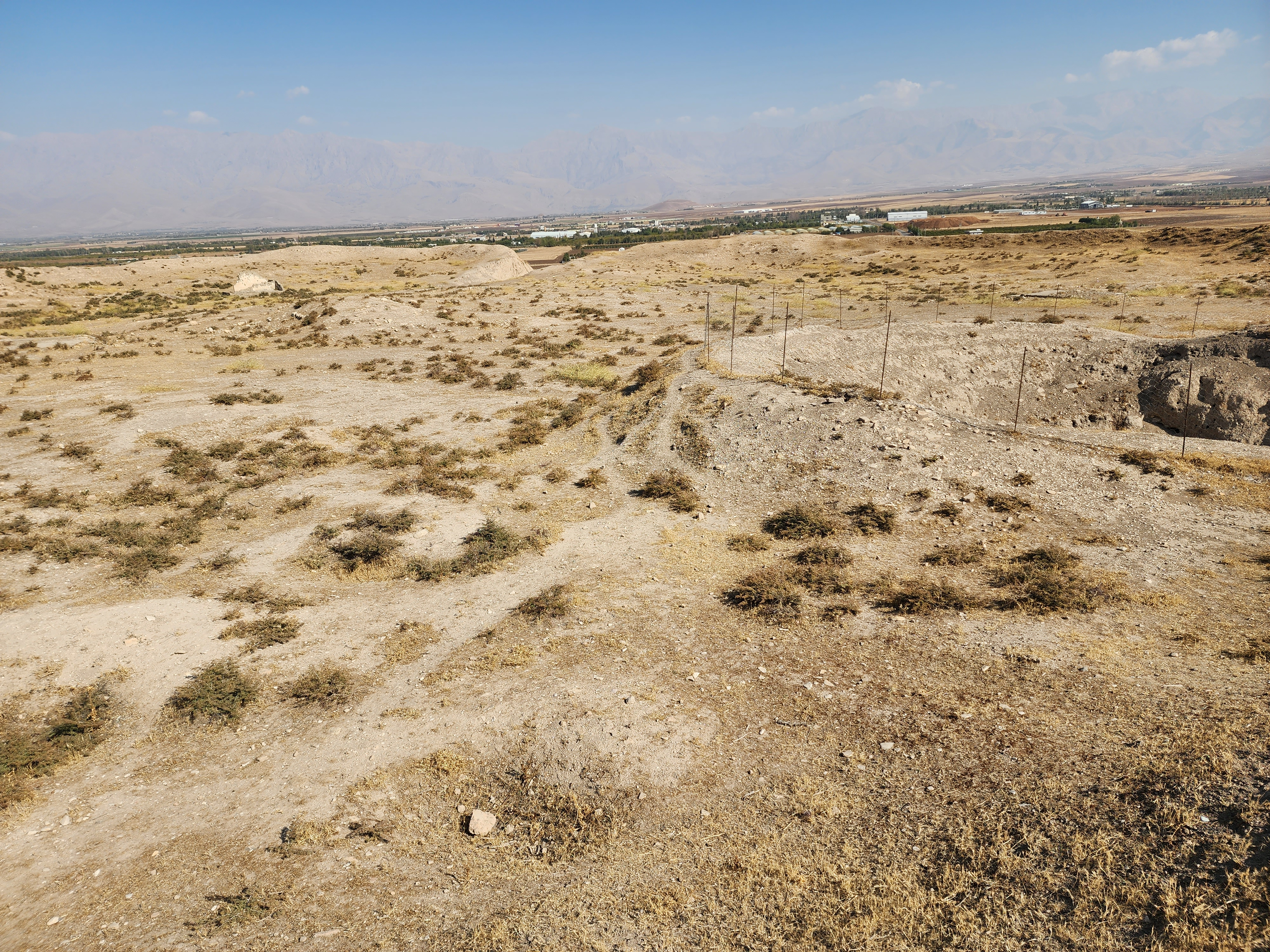
۴ نوامبر ۲۰۲۲. سطح فوقانی تپه
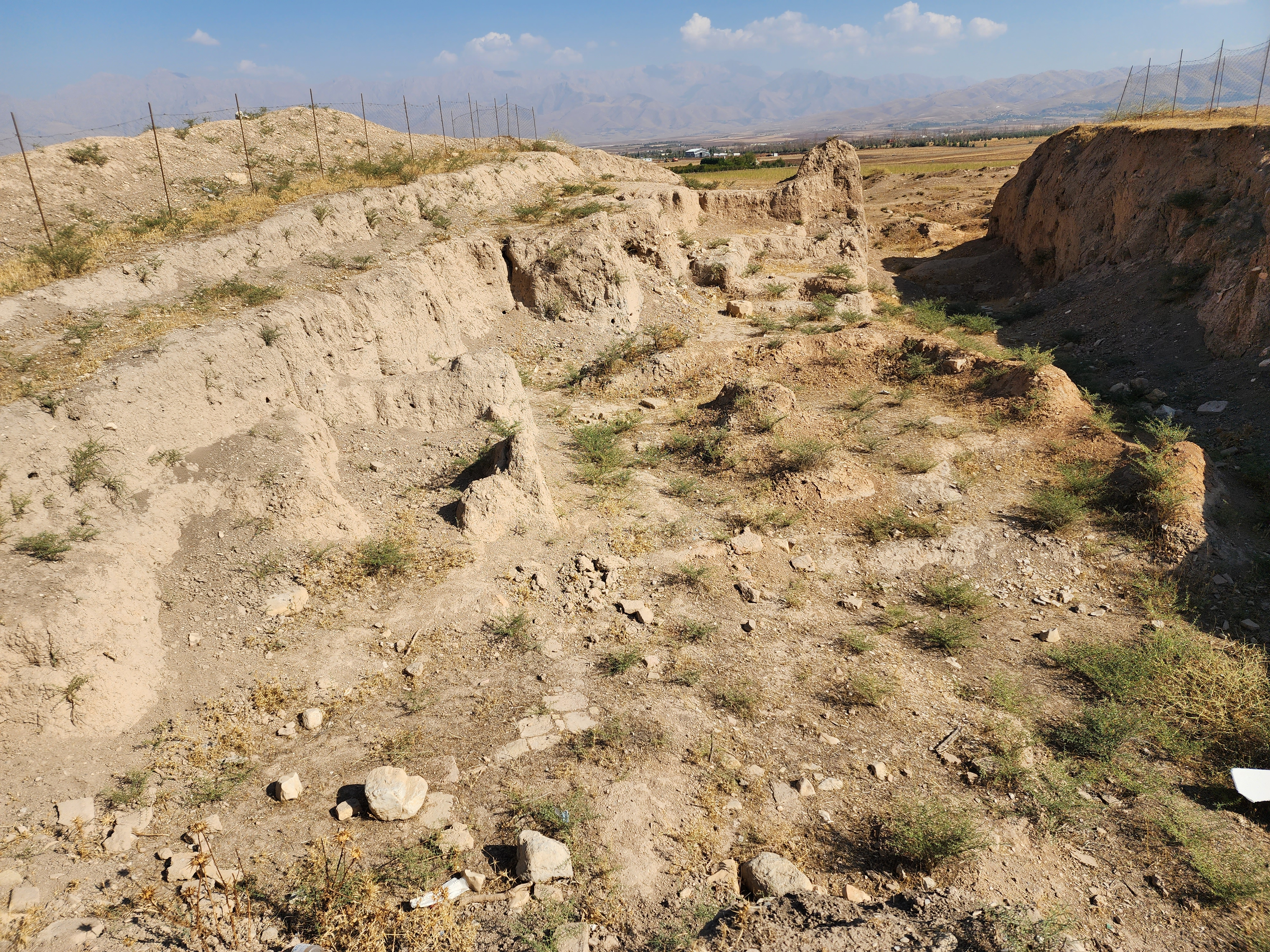
۴ نوامبر ۲۰۲۲. نمایی دیگر از ناحیه پیش از تپه

## نگارخانه

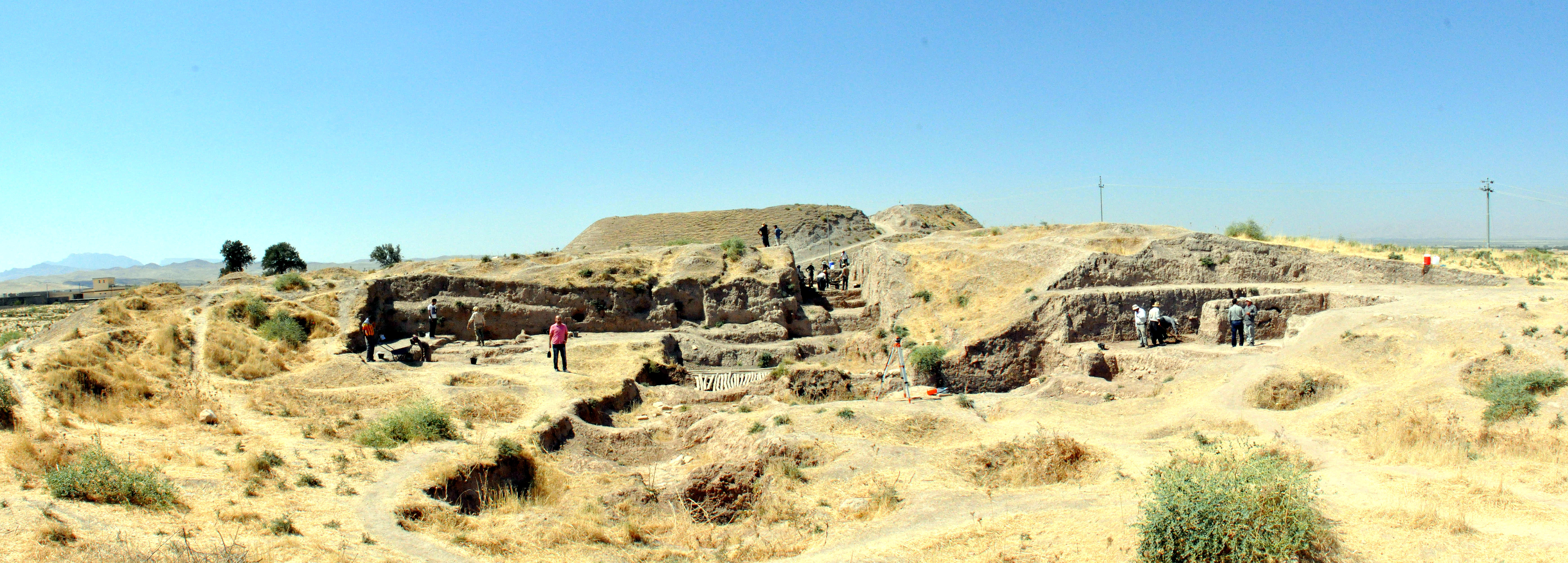
۱۸ سپتامبر ۲۰۱۴. کاوش‌های تپه باستانی بکراوا
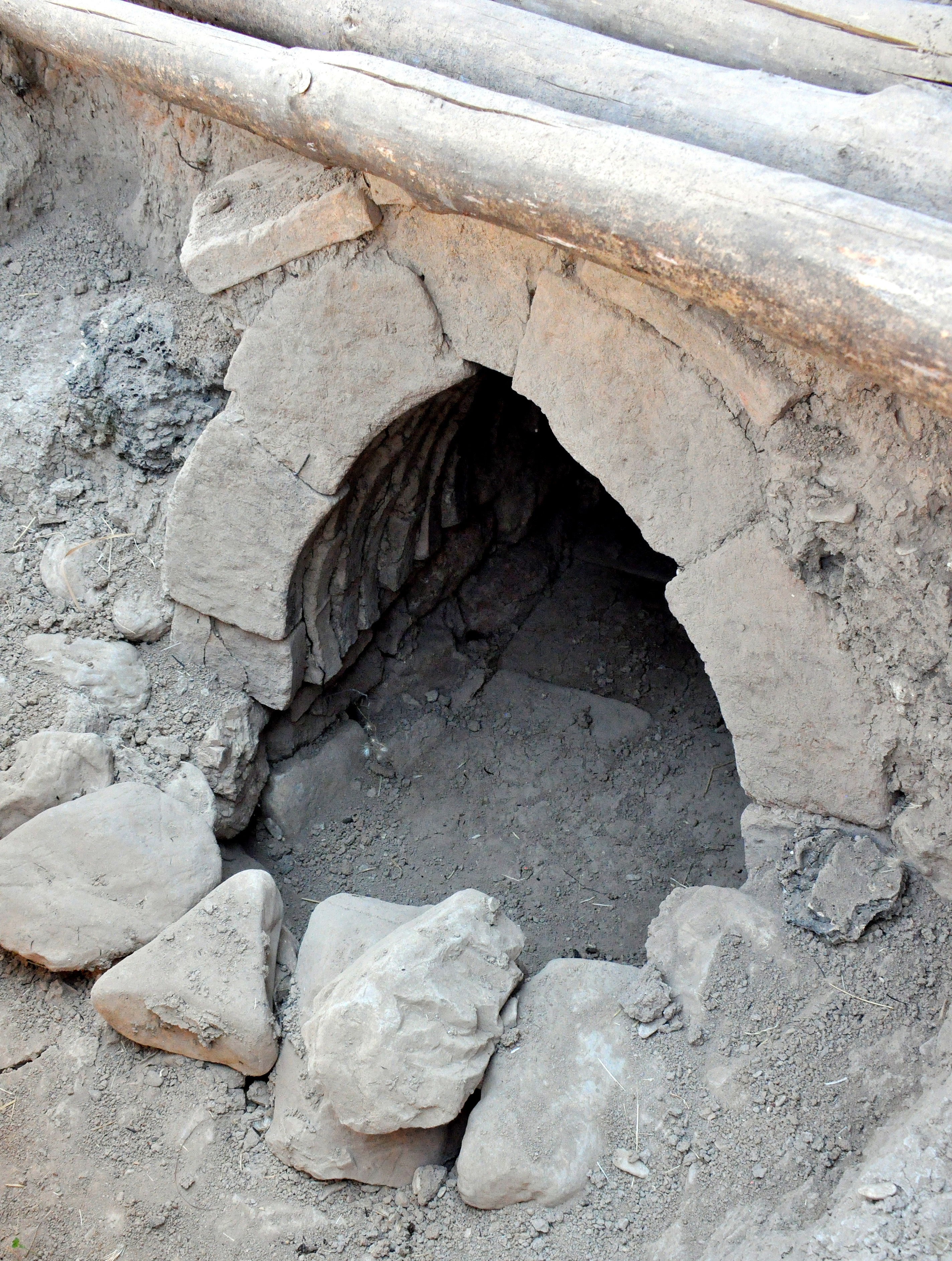
گور سدهٔ اول پیش از میلاد، احتمالاً متعلق به دوره امپراتوری آشوری نو، در بکراوا
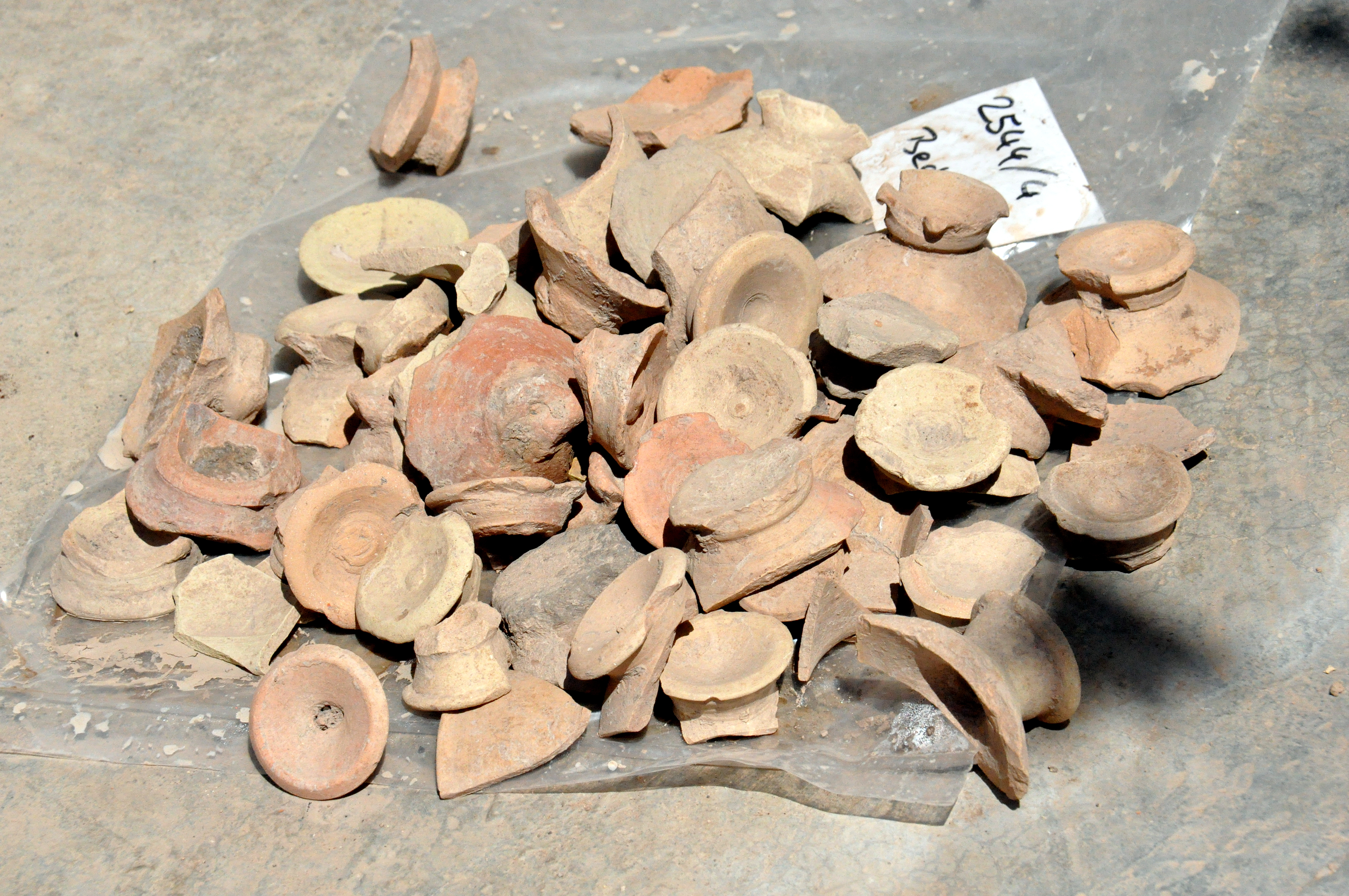
قطعات سفال کشف‌شده در بکراوا
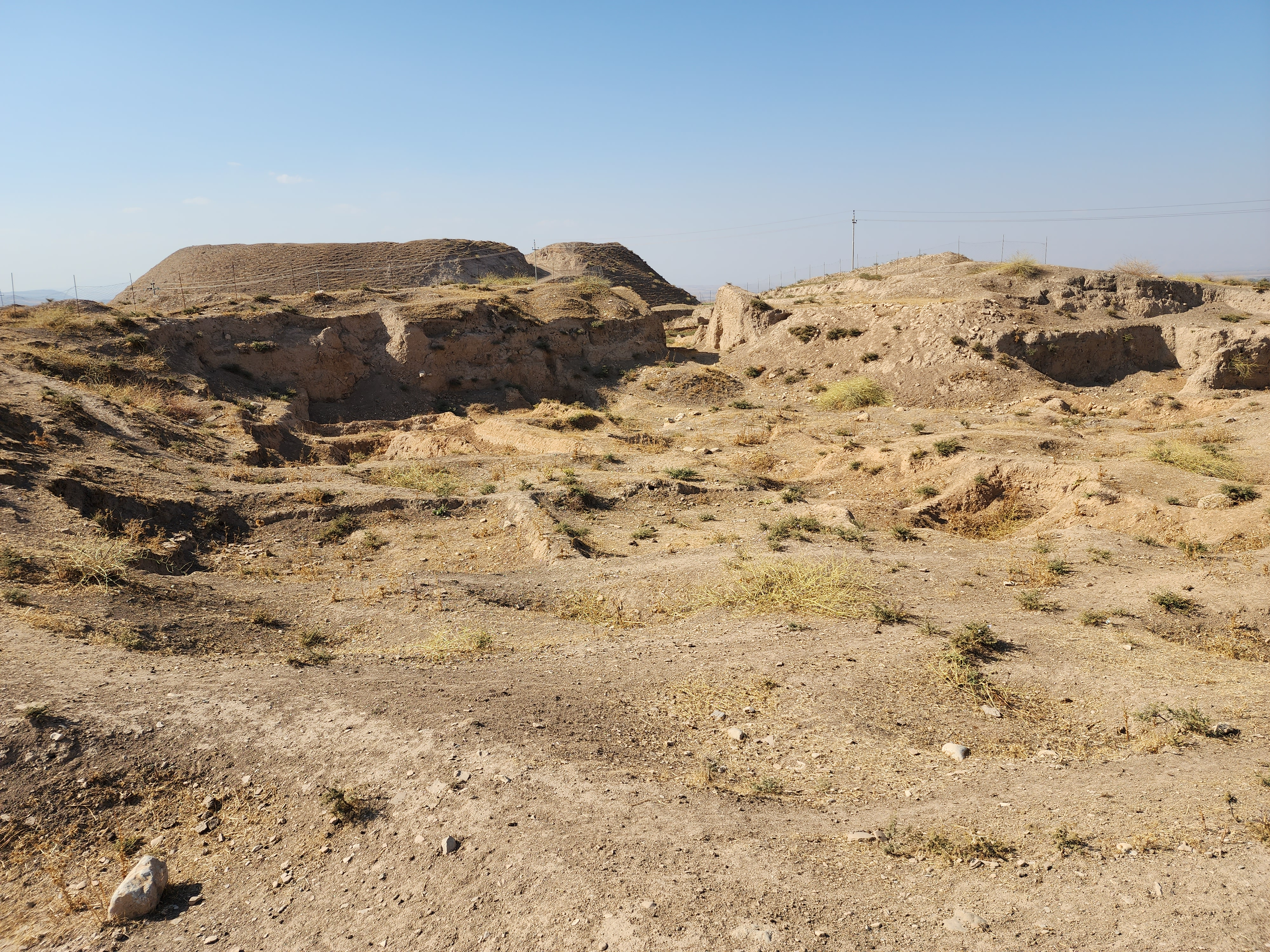
۴ نوامبر ۲۰۲۲. نمایی از ناحیه پیش از تپه که بقایای کاوش‌های ۲۰۱۰ تا ۲۰۱۴ را نشان می‌دهد